# Штефан Нутц
Штефан Нутц (нім. Stefan Nutz, нар. 15 лютого 1992, Юденбург, Австрія) — австрійський футболіст, півзахисник клубу «Рід».

## Ігрова кар'єра
Народився 15 лютого 1992 року в місті Юденбург. Вихованець юнацьких команд футбольних клубів «Грацер» та «Штурм».
У дорослому футболі дебютував 2009 року виступами за «Грацер», де провів два сезони, взявши участь у 55 матчах чемпіонату.
Своєю грою за цю команду привернув увагу представників тренерського штабу клубу «Гредіг», до складу якого приєднався 2012 року.
2015 року перейшов до віденського «Рапіда», у складі якого не став основним гравцем, і вже за рік став гравцем «Ріда».
Згодом у 2017–2019 роках грав за «Альтах», після чого знову уклав контракт з «Рідом».